# Pekka Leimu
Pekka Leimu (* 11. dubna 1947, Tampere) je bývalý finský hokejový útočník. Finsko reprezentoval na Zimních olympijských hrách 1968 v Grenoblu a na mistrovství světa 1969 a 1970.